# (32910) 1994 TE15
1994 TE15 (asteroide 32910) é um asteroide da cintura principal. Possui uma excentricidade de 0.25461760 e uma inclinação de 4.79495º.
Este asteroide foi descoberto no dia 13 de outubro de 1994 por Satoru Otomo em Kiyosato.